# Knjiga
Knjiga je ukoričena tiskana omeđena publikacija od najmanje 49 stranica (UNESCO-ova definicija), odnosno, knjiga je tiskana kolekcija papira. Ukoričena tiskana publikacija koja sadrži manje od 49 stranica naziva se brošura.
U engleskom jeziku riječ book dolazi od staroengleske riječi bōc, koja dolazi od njemačke riječi sa sadržajem *bōk-.

## Povijest
Povijest knjige stara je više od 7 000 godina. U tome vremenu mijenjala je svoj oblik, ovisno o materijalu od kojeg je izrađivana i o načinu pisanja i umnožavanja tog materijala, a pri pisanju pribor se mijenjao kroz povijest. Npr. Rimljani su pisali "olovkom" koja je sličila grančici, a koje su bile od kosti i mogli su lako brisati pogreške u pisanju, a pisali su na "papiru" od voska, a više voščanih listova obično se uvezalo.
U vrijeme kada ljudi nisu znali pisati ni čitati prenosili su usmenom predajom svoje poruke i iskustva. No, koliko god usmena predaja bila učinkovita i danas, nije bila dovoljna da sačuva svekoliko ljudsko iskustvo. Osim toga, pamćenje blijedi, pa je mnogo toga zaboravljeno. Da bi se moglo pisati, treba izumiti pismo i materijal na kojem se piše. U Egiptu, kad su ljudi u 4. stoljeću postali kršćani, Rimljani su uništili njihove zabilješke napisane hijeroglifom, jer su smatrali da je egipatsko pismo pogansko.
Zbog toga su pradavni zapisi na komadu drveta, kosti, na životinjskom rogu i slično.

### Prve prave knjige
Prve su se prave knjige pojavile na Istoku. Najstarije kineske knjige bile su sastavljene od bambusovih daščica, a kasnije su ih zamijenili svici od svile. Stari Babilonci, Asirci i Perzijanci utiskivali su drvenim štapićem znakove u mekane glinene pločice, koje su zatim sušili i pekli.
Stari Egipćani pisali su na drvenim i kamenim pločama, te na svicima papirusa. Srčiku papirusa rezali su na uske vrpce, tiještili ih, lijepili jedne uz druge i tako dobivali široke listove koje su spajali u dugačke svitke.
Stari Grci i Rimljani imali su drugačije knjige. Čuveni zakoni Grka Solona bili su urezani u drvene ploče, a rimski zakoni su bili uklesani u 12 kamenih ploča. U svakodnevnom su se životu Grci i Rimljani služili za pisanje drvenim pločicama koje su bile prevučene crnim voskom. Nekoliko takvih pločica povezivali su se vrpcom ili metalnim prstenom u knjigu. Po vosku su grebli slova i znakove metalnom ili koštanom pisaljkom koja se zvala stilus, po čemu danas stilom nazivamo način pisanja.

## Vrste knjiga
- Albumi se koriste za čuvanje kolekcija slika i fotografije, ali i poštanskih maraka.
- Dnevnik je knjiga za bilježenje podataka na periodičnoj bazi. Primjer je brodski dnevnik, gdje se upisuju dnevni podaci o putovanju ili osobni dnevnici, gdje vlasnik bilježi svoje doživljaje.
- Knjige poslovne evidencije i knjigovodstva koriste se za evidenciju poslovnih transakcija u procesu knjigovodstva ili računovodstva.
- Školske knjige (udžbenici) su namijenjene učenicima i napisane su prema planu i programu škola kojima su namijenjene. Za učenike se obično izdaju i vježbenice, u kojima oni rješavaju prethodno postavljene zadatke.
- Enciklopedija je knjiga ili skup knjiga koja sadržava članke i objašnjenja o raznim temama.
- Rječnik je knjiga koja sadržava popis riječi i njihovo značenje ili prijevod.
- Zbirka geografskih i drugih karata (obično s ostalim geografskim podatcima) zove se atlas.
- Razna književna djela poput romana, zbirke pjesama, pripovijetki ili novela, bajki i basni itd.

## Manifestacije
U listopadu se u Hrvatskoj održava Mjesec hrvatske knjige, kojim se promiče čitanje kao jedna od temeljnih društvenih vrijednosti. Obilježava se u knjižnicama i inim ustanovama diljem Hrvatske.

## Vanjske poveznice
- WikiHow članak o čitanju knjiga (engl.)
- Povijest knjižara (engl.)